# Harewood (motorfiets)
Harewood is een historisch merk van motorfietsen.
De bedrijfsnaam was: Harewood Motor Cycles, Bexleyheath.
Dit was een Brits merk dat in 1920 motorfietsen met 269cc-Villiers tweetaktmotoren en 346cc-Precision-zijklepmotoren leverde.